# Заокское сельское поселение
Заокское сельское поселение — муниципальное образование (сельское поселение) в Рязанском районе Рязанской области.
Административный центр — село Заокское.

## История
Заокское сельское поселение образовано в 2006 г.

## Население
| 2010  | 2012  | 2013  | 2014  | 2015  | 2016  | 2017  |
| ----- | ----- | ----- | ----- | ----- | ----- | ----- |
| 1631  | ↗1673 | ↗1685 | ↗1764 | ↘1716 | ↘1704 | ↘1664 |
| 2018  | 2019  | 2020  | 2021  |       |       |       |
| ↗1678 | ↗1685 | ↗1687 | ↗1739 |       |       |       |

## Состав сельского поселения
| № | Населённый пункт | Тип населённого пункта       | Население |
| - | ---------------- | ---------------------------- | --------- |
| 1 | Заокское         | село, административный центр | ↘1109     |
| 2 | Коростово        | село                         | ↘522      |